# Lignosulfonate de sodium
Le lignosulfonate de sodium ou NaLS est un composé organosulfuré de formule Na2C20H24O10S2. Il s'agit du sel disodique de l'acide lignosulfonique, un acide dérivé de la lignine. Il s'apparente au lignosulfonate de calcium.
Sous-produit du procédé aux sulfites (en) lors de la fabrication de la pulpe de bois, il est vendu commercialement sous forme de polymère hydrosoluble.
Comme les autres lignosulfonates (en), c'est un superplastifiant utilisé dans les coulis, les mortiers de ciment et les bétons de ciment. Il est également utilisé dans diverses applications comme antimoussant, dispersant, stabilisant, et agent chélateur. C'est un ingrédient de certaines nourritures animales du fait de ses propriétés de conservateur.